# Елісон Акман
Елісон Акман (англ. Alyson Ackman, 6 лютого 1993) — канадська плавчиня.
Призерка Пантихоокеанського чемпіонату з плавання 2014 року.
Призерка Ігор Співдружності 2014 року.
Переможниця Панамериканських ігор 2015 року, призерка 2019 року.